# Hildale
Hildale è un comune degli Stati Uniti d'America, nella contea di Washington nello Stato dello Utah.

## Società
Hildale, come la città gemella di Colorado City (Arizona), trae origine da un gruppo fondamentalista di mormoni che non vollero rinunciare alla pratica della poligamia quando questa venne vietata nello stato d'origine, lo Utah, rifugiandosi in un'area lontana dalle autorità. La pratica della poligamia, unita all'endogamia dovuta al fatto che la comunità risulta piuttosto chiusa, ha provocato un aumento di un milione di volte superiore alla media del manifestarsi della malattia genetica aciduria fumarica, altresì nota come "deficit di fumarasi", di cui almeno uno dei fondatori della comunità, Joseph Smith Jessop e/o John Barlow od una delle loro mogli, era portatore sano.